# 맥 로빈슨
매슈 매켄지 "맥" 로빈슨(Matthew MacKenzie "Mack" Robinson, 1914년 7월 18일 ~ 2000년 3월 12일)은 미국의 육상 선수로 1936년 베를린 올림픽에서 200m 은메달을 땄다. 그는 유명한 아프리카계 미국인 야구 선수 재키 로빈슨의 형이었다.
조지아주 케이로에서 태어난 그는 미혼모에 의하여 자라왔으며, 그의 가족은 후에 캘리포니아주 패서디나로 이주하였다. 학교를 위하여 도시에 머문 그는 패서디나 주니어 칼리지에서 100m, 200m와 멀리뛰기에서 국내 주니어 칼리지 기록들을 세웠다.
1936년 미국 올림픽 선발 시합에서 200m 2위를 하여 올림픽 팀에 뽑혔다. 베를린 올림픽에서 제시 오언스에 0.4초 뒤로 완료하여 은메달을 획득하였다.
로빈슨은 오리건 대학교에서 수학하여 1941년에 졸업하였다. 대학에서 그는 NCAA, AAA와 태평양 해안 육상 대회에서 다수의 타이틀을 우승하였다. 그는 오리건 대학교의 가장 두드러진 졸업생들 중의 하나로서 명예를 얻고, 오리건 대학교 명예의 전당과 오리건주 스포츠 명예의 전당에 헌액되었다.
1970년대 초반에 로빈슨은 로스앤젤레스의 이스트헐리우드에 있는 레몬 그로브 파크의 관리자였다.
그 후에 그는 패서디나에서 거리의 범죄들에 대항하는 데 지도한 것으로 알려졌다. 1997년 페서디나 로빈슨 기념관이 두 형제에게 봉납되었다.
몇몇의 위치들이 맥 로빈슨의 명예를 가려 이름이 지어졌다. 추가로 페서디나 시티 칼리지의 경기장이 2000년 그에게 봉납되고, 같은 해 미국 우정청은 패서디나에 새 우체국을 "매슈 '맥' 로빈슨 우체국"으로 이름지었다.
85세의 나이로 패서디나 병원에서 당뇨병, 신부전과 폐렴으로 사망하였다.